# غوستن
غوشتن (بالألمانية: Güsten) هي بلدة ألمانية تقع في ألمانيا في ساكسونيا أنهالت.[بحاجة لمصدر] يقدر عدد سكانها بـ 4,731 نسمة .